# NGC 1141
NGC 1141 (również NGC 1143, PGC 11007 lub UGC 2388) – galaktyka eliptyczna, znajdująca się w gwiazdozbiorze Wieloryba.
Odkrył ją Albert Marth 5 października 1864 roku, a John Dreyer skatalogował ją jako NGC 1141. Niezależnie odkrył ją Édouard Stephan 17 listopada 1876 roku, a ponieważ pozycje podane przez odkrywców znacznie się różniły (Marth popełnił błąd w deklinacji wielkości aż 40 minut), Dreyer uznał, że to dwa różne obiekty i skatalogował tę galaktykę po raz drugi jako NGC 1143.
NGC 1141 znajduje się w pobliżu galaktyki NGC 1144, z którą w przeszłości się zderzyła, powodując jej odkształcenie. Obie galaktyki zostały skatalogowane jako Arp 118 w Atlasie Osobliwych Galaktyk i znajdują się w odległości około 359 milionów lat świetlnych od Ziemi.